# Bernardino Gatti
Pour les articles homonymes, voir Gatti.
Bernardino Gatti dit il Sojaro, né à Pavie, Crémone ou Verceil en 1495 ou 1496 et mort à Crémone le 22 février 1576, est un peintre italien.

## Biographie
Élève du Corrège, il en subit l'influence et est actif à Pavie, Parme et Crémone.
À Vigevano, il est peintre de cour de François II Sforza puis vient à Plaisance où il signe la toile de San Giorgio e il drago, les épisodes de la Vie de la Vierge et les quatre monumentaux Évangélistes à la Madonna de Campagna (1543) ; à Piacenza et à Crémone, le Sojaro assiste Pordenone dans les travaux de l'église de Sainte-Marie et le suit entre 1548 et 1561 ; il revient seul à Crémone pour Ascensione et Annunciazione pour l'église San Sigismondo.
Son neveu Gervasio Gatti a été un de ses élèves.

## Œuvres
- Ultima Cena et Resurrezione di Cristo (1529), cathédrale de Crémone
- Madonna del Rosario (1531), cathédrale de Pavie
- Storie della Vergine (1543), S.M. di Campagna, Piacenza
- Crocifisso con la Maddalena, Sant'Agata, San Bernardo degli Uberti ed un angelo (1566-1574), cappella di Sant'Agata del Duomo de Parme
- Assunzione della Vergine(1560-1572), Santuario di Santa Maria della Steccata, Parme
- Pietà, musée du Louvre
- Moltiplicazione dei pani, réfectoire de San Pietro al Po, Crémone
- Incoronazione della Vergine con i Santi Benedetto e Bernardo (1572), Abbazia di Chiaravalle, Milan
- Assunzione, (1572) dôme de Crémone